# Ty Panitz
Ty Panitz (* 8. April 1999 in Kalifornien, Vereinigte Staaten) ist ein ehemaliger US-amerikanischer Kinderdarsteller und Synchronsprecher. 

## Leben
Ty Panitz debütierte 2005 als Ethan Beardsley im Film Deine, meine & unsere. Er ist ein Nachfahre von Babe Ruth. Von 2005 bis 2013 war er vereinzelt als Parker Booth in der Krimiserie Bones – Die Knochenjägerin zu sehen. In der Filmreihe Air Buddies sprach er von 2009 bis 2013 in insgesamt vier Filmen den Welpen Mudbud.

## Filmografie (Auswahl)
- 2005: Deine, meine & unsere (Yours, Mine & Ours)
- 2005–2013: Bones – Die Knochenjägerin (Bones, Fernsehserie, 12 Episoden)
- 2006: Billys Wette oder wie man gebratene Würmer isst (How To Eat Fried Worms)
- 2006: Emergency Room – Die Notaufnahme (ER, Fernsehserie, Episode 13x07 Hot Wheels Boy)
- 2007: Von Frau zu Frau (Because I Said So)
- 2008: Ehe ist… (’Til Death, Episode 2x12 Snip/Duck)
- 2009: Santa Buddies – Auf der Suche nach Santa Pfote (Santa Buddies, Stimme von Mudbud)
- 2009: Stolen Lives
- 2009: Navy CIS (NCIS, Fernsehserie, Episode 7x09 Child’s Play)
- 2010: Kingdom Hearts Birth by Sleep (Videospiel, Stimme des jungen Riku)
- 2010: Players (Fernsehserie, Episode 1x03 Barb’s Husband)
- 2011: Spooky Buddies – Der Fluch des Hallowuff-Hunds (Spooky Buddies, Stimme von Mudbud)
- 2012: Treasure Buddies – Schatzschnüffler in Ägypten (Treasure Buddies, Stimme von Mudbud)
- 2012: CSI: Miami (Fernsehserie, 2 Episoden)
- 2013: Super Buddies (Stimme von Mudbud)